# Liste der Biografien/Perb
Liste der Biografien |
Portal Biografien |
Personensuche
# |
A |
B |
C |
D |
E |
F |
G |
H |
I |
J |
K |
L |
M |
N |
O |
P |
Q |
R |
S |
T |
U |
V |
W |
X |
Y |
Z |
?
 
Pa |
Pc |
Pe |
Pf |
Ph |
Pi |
Pj |
Pk |
Pl |
Pm |
Pn |
Po |
Pr |
Ps |
Pt |
Pu |
Pv |
Pw |
Py
 
Pea |
Peb |
Pec |
Ped |
Pee |
Pef |
Peg |
Peh |
Pei |
Pej |
Pek |
Pel |
Pem |
Pen |
Peo |
Pep |
Peq |
Per |
Pes |
Pet |
Peu |
Pev |
Pew |
Pex |
Pey |
Pez
 
Pera |
Perb |
Perc |
Perd |
Pere |
Perf |
Perg |
Perh |
Peri |
Perj |
Perk |
Perl |
Perm |
Pern |
Pero |
Perp |
Perq |
Perr |
Pers |
Pert |
Peru |
Perv |
Perw |
Pery |
Perz
Die Liste der Biografien führt alle Personen auf, die in der deutschsprachigen Wikipedia einen Artikel haben. Dieses ist eine Teilliste mit 14 Einträgen von Personen, deren Namen mit den Buchstaben „Perb“ beginnt.

## Perb

### Perba
- Perband, Gottfried von (1639–1692), königlich kurbrandenburger Kammerherr, Oberst der Dragoner und Hauptmann von Angerburg
- Perband, Kaspar (1589–1665), deutscher Rechtswissenschaftler
- Perbandt, Carl von (1832–1911), deutscher Landschaftsmaler, in den Vereinigten Staaten tätig
- Perbandt, Ernst von (1773–1848), preußischer Generalmajor
- Perbandt, Esther (* 1975), deutsche Modedesignerin
- Perbandt, Georg von (1845–1906), preußischer General der Infanterie
- Perbandt, Lina von (1836–1897), deutsche Malerin
- Perbandt, Otto Wilhelm von (1635–1706), Obermarschall und Hofmeister in Preußen
- Perbandt, Otto Wilhelm von (1723–1792), preußischer Landrat
- Perbandt, Sklode von (1902–1983), deutscher Ministerialbeamter

### Perbe
- Perben, Dominique (* 1945), französischer Politiker, Mitglied der Nationalversammlung
- Perbet, Jérémy (* 1984), französischer Fußballspieler

### Perbo
- Perbosc, Antonin (1861–1944), französischer Ethnograph und Schriftsteller okzitanischer Sprache
- Perboyre, Johannes Gabriel (1802–1840), französischer Ordenspriester, Märtyrer und Heiliger der katholischen Kirche